# Ingravescentem Ætatem
Ingravescentem Ætatem (Latijn voor De toenemende last van de ouderdom), is een decreet, in de vorm van een motu proprio van paus Paulus VI, uitgevaardigd op 21 november 1970, waarin de paus de leeftijdsgrens voor kardinalen om te mogen deelnemen aan een conclaaf bepaalde op 80 jaar. 
Eerder had de paus al - met het document Ecclesiae Sanctae dat voortvloeide uit het Conciliedocument Christus Dominus - bepaald dat bisschoppen en priesters alsmede hoge curiefunctionarissen op hun vijfenzeventigste vrijwillig hun ontslag moesten aanbieden. Nu volgde de bepaling dat kardinalen van 80 jaar of ouder niet langer mochten deelnemen aan de pausverkiezing. Het decreet bepaalde verder dat kardinalen van die leeftijd hun curiale functies zouden verliezen. Wel bleven alle kardinalen lid van het College van Kardinalen en dus gerechtigd om deel te nemen aan vergaderingen van de algemene congregatie, voorafgaand aan het conclaaf. Het decreet leidde tot veel beroering onder de betreffende kardinalen. De Curiekardinalen Eugène Tisserant en Alfredo Ottaviani gaven woedende interviews aan de Italiaanse televisie. Voorafgaand aan het Conclaaf van augustus 1978 trachtten Ottaviani en anderen nog - tevergeefs - om toegelaten te worden tot het conclaaf. Het College van Kardinalen voelde zich evenwel niet gerechtigd om tegen de richtlijnen van de overleden paus in te gaan. Ottaviani en zijn oude collega's moesten de uitkomsten van het conclaaf dus via de televisie volgen.
In 1975 bevestigde Paulus hetgeen hij hier stelde in zijn apostolische constitutie Romano Pontifici Eligendo.